# Maria de Fonseca
Pour les articles homonymes, voir Defonseca et Fonseca.
Maria de Fonseca était la favorite de Msiri, le puissant roi du Katanga, à l'époque de l'expédition Stairs de 1891, venue prendre possession du territoire au nom du Roi Léopold II de Belgique, avec ou sans le consentement de Msiri
Msiri avait contracté diverses alliances avec des partenaires commerciaux ou militaires par mariage. Maria était une jeune métisse de parents lusitano-angolais. Son frère Coimbra fut le premier à introduire des armes à feu dans la région à partir de la côte orientale, ce qui fut à l'origine de la puissance de Msiri.
En 1891, Maria était âgée d'environ 45 ans et Msiri de 60 ans, ce dernier régnant au Katanga depuis environ 30 ans. Lorsque les négociations de traité entre les occidentaux et Msiri aboutirent à une impasse, Christian de Bonchamps, le troisième officier de l'expédition Stairs, proposa la capture de Msiri pour en faire un otage. Msiri disposait de 300 hommes armés à sa disposition, mais de Bonchamps découvrit qu'il visitait chaque nuit Maria à sa résidence distante de quelques kilomètres, accompagné seulement de quelques hommes armés.
Le Capitaine Stairs rejeta cette idée d'embuscade et lança plutôt un ultimatum, ce qui aboutit à une confrontation où le Capitaine Omer Bodson tua Msiri, pour être ensuite tué lui-même juste après. Maria et Coimbra jugèrent qu'il fallait maintenant négocier, et envisagèrent avec Stairs qui serait le successeur de Msiri pour administrer le Katanga au nom de Léopold II. Coimbra retourna en Angola, mais Maria resta à la cour royale.
Selon l'histoire de chefferie de Mwami Mwenda, qui succéda à Msiri, Maria avait « trahi Msiri en faveur des Belges », et son fils adoptif et successeur Mukanda-Bantu lui coupa la tête avec une machette alors qu'il se tenait derrière elle, criant au peuple « Je suis Mukanda-Bantu, celui qui piétine ses ennemis ». 